# Peter Dinges
Peter Dinges (* 1961 in Saarbrücken) ist ein deutscher Jurist und Kulturmanager. Seit dem 1. April 2004 ist er Vorstand der Filmförderungsanstalt (FFA).

## Leben
Peter Dinges studierte an der Universität Freiburg im Breisgau Rechtswissenschaften. 1991 schloss er sein Studium mit dem zweiten Juristischen Staatsexamen ab.
Danach war er ab 1991 als Dozent für kaufmännisches Recht in Magdeburg und anschließend als Rechtsanwalt in Arnstadt tätig. 1993 wechselte er zum Münchener Medienunternehmen Telepool. Ab 1994 war er kurzzeitig stellvertretender Geschäftsführer der TeleTaunusFilm, bevor er im Jahr darauf zur Telepool München zurückkehrte und dort Head of Business & Legal Affairs wurde. Im Jahr 1999 wurde Dinges Mitglied der Geschäftsführung der Telepool.
Im Jahr 2004 wurde er zum Vorstand der Filmförderungsanstalt berufen.
Von September 2014 bis 2018 war er Präsident des paneuropäischen Netzwerks European Film Agency Directors (EFAD). Dinges war zudem Mitglied im Aufsichtsrat von German films und Vorsitzender der Gesellschafterversammlung von Vision Kino.
Peter Dinges wurde für seine Verdienste um die Annäherung der französischen und deutschen Filmwirtschaften im Februar 2025 zum Commandeur de l’ordre des Arts et des Lettres ernannt.

## Auszeichnungen
- 2008: Ordre des Arts et des Lettres
- 2014: Officier de l´ordre des Arts et des Lettres
- 2025: Commandeur de l´ordre des Arts et des Lettres[5]